# 서산 해미읍성 회화나무
서산 해미읍성 회화나무(瑞山 海美邑城 회화나무)는 대한민국 충청남도 서산시 해미면 읍내리, 해미읍성내에 있는 회화나무이다. 2008년 4월 10일 충청남도의 기념물 제172호로 지정되었다.

## 개요
사적 제116호인 해미읍성 내 위치하는 회화나무는 지역주민들에 의해 호야나무로 불리고 있는데, 이 나무는 1866년 병인박해와 관련이 있다.
당시 해미읍성은 호서좌영으로서 겸영장이 토포사를 겸하여 국사범을 처단 할 수 있는 권한을 가지고 있어 내포지방의 천주교 신도들을 압송하여 처형하였는데, 이 나무에 철사줄로 매달고 고문을 하여 많은 천주교인들이 처형을 당하였다.

## 현지 안내문
1790~1880년대에 이곳 옥사에 수감된 천주교 신자들을 끌어내어 이 나무의 동쪽으로 뻗어있던 가지에 철사줄로 머리채를 매달아 고문하였으며 철사줄이 박혀있던 흔적이 현재까지도 희미하게 남아 있고 동쪽으로 뻗은 가지는 1940년대에, 가운데 줄기는 1969년 6월 26일에 폭풍으로 부러져 외과수술을 시행하였으나 재차 부패되어 2004년 4월에 외과수술 및 토양개량 등을 거쳐 보호관리 되고 있음.

## 같이 보기
- 서산 해미읍성 (사적 제116호)
- 해미순교성지

## 참고 자료
- 서산해미읍성회화나무 - 국가유산청 국가유산포털